# Eisenbahnunfall von Manfalut
Der Eisenbahnunfall von Manfalut war der Zusammenstoß eines Schulbusses und eines Zuges der Ägyptischen Staatsbahnen auf einem niveaugleichen Bahnübergang in Manfalut am 17. November 2012. Mehr als 50 Menschen starben.

## Ausgangslage
Der Schulbus war mit 70 Kindern im Alter zwischen vier und sechs Jahren besetzt, als er gegen 7 Uhr morgens einen niveaugleichen, mit Schranken zu sichernden Bahnübergang in Manfalut, etwa 350 km südlich von Kairo, querte.

## Unfallhergang
Nach Augenzeugenberichten waren die Schranken des Bahnübergangs nicht geschlossen und der Schrankenwärter schlief. Im gleichen Moment, in dem der Bus in den Kreuzungsbereich fuhr, traf ihn die Lokomotive eines Zuges, der ebenfalls die Kreuzung querte. Sie riss den Bus in zwei Teile und schleifte diese noch etwa einen Kilometer weit mit.

## Folgen
Mindestens 50 Kinder und der Busfahrer starben aufgrund des Zusammenpralls. 17 Menschen wurden darüber hinaus verletzt. Die hohe Zahl der Toten wird auch auf den zögerlichen Einsatz der Rettungskräfte zurückgeführt: Die Polizei traf erst zwei Stunden nach dem Unfall am Unglücksort ein, der erste Rettungswagen, als die meisten Kinder schon gestorben waren.
Diese Unfähigkeit des Staates, adäquat auf eine solche Katastrophe zu reagieren, führte zunächst zu einer spontanen Demonstration an der Unfallstelle von Familien der Opfer und ihren Freunden mit der Forderung nach dem Rücktritt der Verantwortlichen. Der Chef der Staatsbahn und der ägyptische Verkehrsminister, Mohamed Rashad Al Matini, traten daraufhin zurück, der ägyptische Staatspräsident, Mohammed Mursi, plädierte dafür, dass die Verantwortlichen zur Rechenschaft gezogen werden. Der Schrankenwärter wurde festgenommen.